# Oklahoma
Oklahoma, savezna država u središnjem dijelu SAD-a koja se prostire na oko 180,000 četvornih kilometara, pretežno brežuljkastog kraja, smještenog sjeverno od rijeke Red River. Glavni vodeni tokovi Arkansas, Cimarron i Canadian teku iz smjera sjeverozapada i pripadaju atlantskom slivu. 1541. kroz Oklahomu prvi prolazi španjolski istraživač Coronado, u potrazi za  'Izgubljenim zlatnim gradom' , a pod vlast SAD-a doći će tek Kupnjom Louisiane (Louisiana Purchase), koju su 1803. kupile od Francuza, čime su dobile otvoren pristup pacifičkoj obali. Ovaj kraj isprva će biti poznat kao Indian Territory, i na njega će ranih 1820.-tih biti preseljeno Pet civiliziranih plemena, a kasnije i ostala nadvladana plemena. Tek šesnaestog dana mjeseca studenog 1907. godine Oklahoma će postati država. Mnogobrojni indijanski rezervati se ukidaju, Indijanci postaju građani SAD-a, pa im se zemlja dijeli pojedinačno, a ostatak se otvara za naseljavanje bijelog stanovništva. 
Danas je Oklahoma država s velikim rafinerijama nafte i razvijenom industrijom (automobili, metalurgija). Grad Oklahoma City (506,132; 2000) prometno je čvorište države i njezin glavni grad, a ostali značajniji gradski centri su (2000): Enid (47,045), Edmond (68,315), Lawton (92,757), Tulsa (393,049), Muskogee (38,310) i drugi.

## Okruzi (Counties)
Oklahoma se satoji od 77 okruga (counties)

## Najveći gradovi
| Grad               | Okrug     | Stanovnici 1. travnja 2004. | Stanovnici 2017. |
| ------------------ | --------- | --------------------------- | ---------------- |
| Oklahoma City      | Oklahoma  | 528.042                     | 643.648          |
| Tulsa              | Tulsa     | 383.764                     | 401.800          |
| Norman             | Cleveland | 100.923                     | 122.843          |
| Broken Arrow       | Tulsa     | 84.399                      | 108.303          |
| Lawton             | Comanche  | 88.214                      | 93.714           |
| Edmond             | Oklahoma  | 73.080                      | 91.950           |
| Moore              | Cleveland | 46.208                      | 61.523           |
| Midwest City       | Oklahoma  | 54.822                      | 57.308           |
| Enid, OklahomaEnid | Garfield  | 46.626                      | 50.122           |
| Stillwater         | Payne     | 40.731                      | 49.829           |